# Domenico Maria Santini
Domenico Maria Santini  (né à Bastia en 29 aout 1729 mort le 5 décembre 1814)  est un ecclésiastique qui fut le dernier évêque du Nebbio de 1775 à 1790.

## Biographie
Domenico Maria Santini né à Bastia est issu d'une ancienne famille corse.
D'abord vicaire général du diocèse de Sagone puis de celui du Nebbio, il en est nommé évêque en 1775.
Il reçoit ses bulles pontificales de confirmation le 15 juillet 1776 et est consacré par son prédécesseur.
Il est l'auteur d'un « Voyage en Corse » en 1783 .
Après la suppression de diocèse du Nebbio par la constitution civile du clergé il doit s'exiler en 1791 et se réfugie à Rome où il reçoit une pension du pape en 1795.
Après la signature du Concordat de 1801 il se démet de son siège épiscopal en octobre 1801.
Il meurt en 1814 doyen des anciens évêques corses.